# Фаи, Андраш
А́ндраш Фа́и (венг. Fáy András; 30 мая 1786, Кохановце, Словакия — 26 июля 1864, Пешт) — венгерский поэт.
Был адвокатом, потом судьёй и членом сейма; способствовал основанию национального венгерского театра. Писал басни (Вена, 1820 и 1824 годы), драматические произведения и рассказы, отличающиеся неподдельным юмором. Собрание его сочинений издано в Пеште в 1843—1844 годов.